# Levanger
Levanger là một thị xã và đô thị ở hạt Trøndelag, Na Uy. Đô thị này thuộc vùng Innherad. Trung tâm hành chính của đô thị này là thị trấn Levanger.
Thị trấn Levanger đã được lập thành một đô thị ngày 1 tháng 1 năm 1838 (xem formannskapsdistrikt). Các đô thị nông nghiệp Frol, Skogn, và Åsen đã được sáp nhập với Levanger vào ngày 1 tháng 1 năm 1962 đô thị đảo Ytterøy được sáp nhập với Levanger vào ngày 1 tháng 1 năm 1964.
Đô thị (ban đầu là một giáo khu) đã được đặt tên theo nông trang cũ Levanger (tiếng Na Uy Cổ: Lifangr), do nhà thờ đầu tiên đã được xây dựng ở đó.